# 国際陶磁器フェスティバル美濃

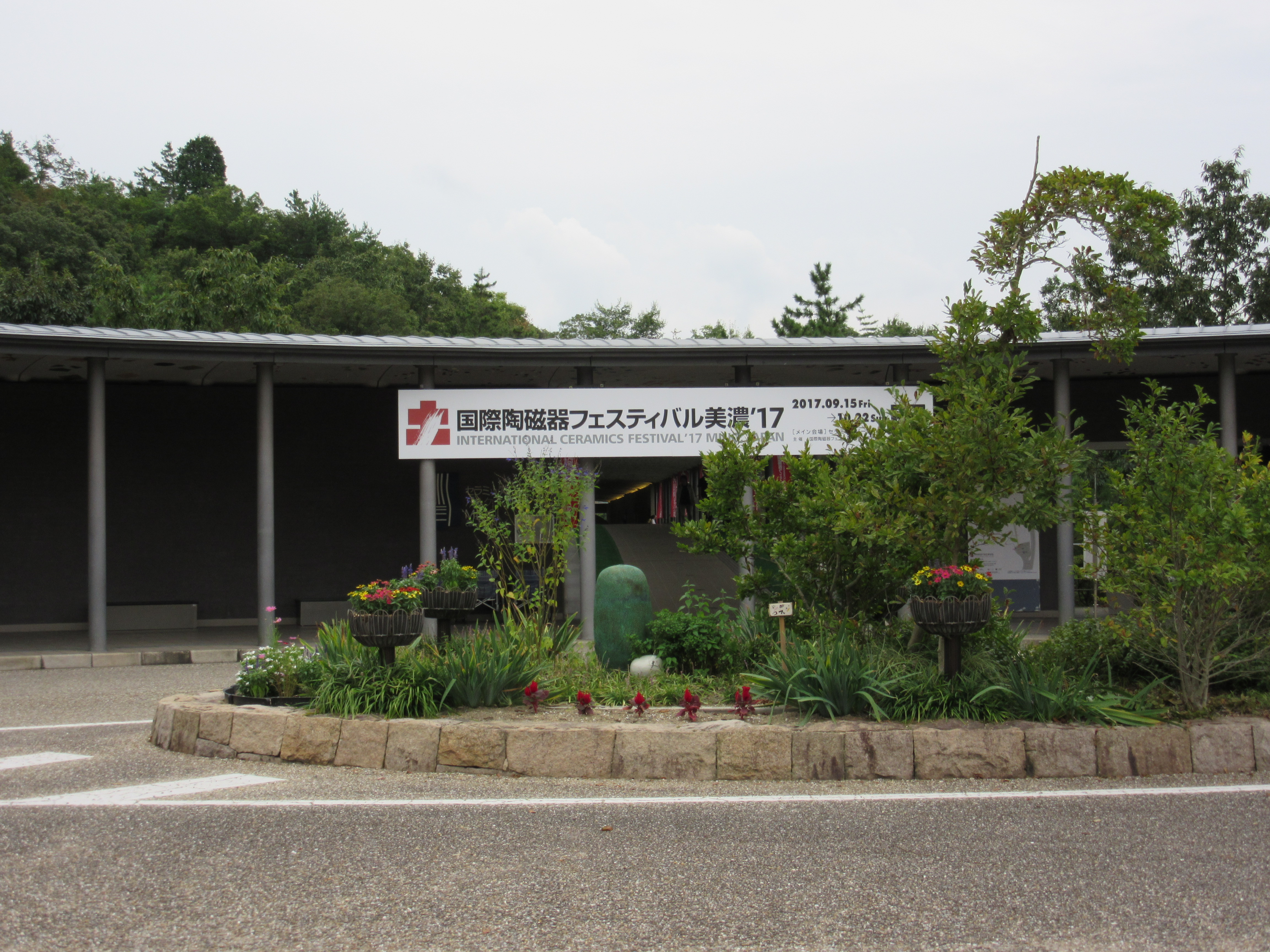
2017年国際陶磁器フェスティバル美濃（セラミックパークMINO）

国際陶磁器フェスティバル美濃（こくさいとうじきフェスティバルみの、International Ceramics Festival MINO）は、世界最大級の陶磁器コンペティション「国際陶磁器展美濃」を中心に陶芸関連の様々な行事が行われる3年に一度開催のトリエンナーレ。テーマは「土と炎の国際交流　From You, From Now, From Here.」。次回は2024年の開催が決定している。
メイン会場は岐阜県多治見市のセラミックパークMINO。総裁は岐阜県知事、実行委員会会長は多治見市長。2014年、2017年及び2021年は、名誉総裁に秋篠宮家の眞子内親王が就任した。

## 沿革
- 第1回 - 1986年11月2日（日）- 11月9日（日）8日間
- 第2回 - 1989年10月22日（日）- 11月5日（日）15日間
- 第3回 - 1992年10月25日（日）- 11月3日（火）10日間
- 第4回 - 1995年10月28日（土）- 11月5日（日）9日間
- 第5回 - 1998年10月23日（金）- 11月3日（火・祝）12日間
- 第6回 - 2002年10月12日（土）- 11月4日（月・祝）24日間
- 第7回 - 2005年7月1日（金）- 8月31日（水）62日間
- 第8回 - 2008年8月1日（金）- 9月30日（火）61日間
- 第9回 - 2011年9月16日（金）- 10月23日（日）38日間
- 第10回 - 2014年9月12日（金）- 10月19日（日）38日間
- 第11回 - 2017年9月15日（金）- 10月22日（日）の38日間
- 第12回 - 2021年9月30日（木）- 10月17日（日）の18日間

　第12回は当初2020年９月に開催される予定であったが、新型コロナウィルス感染症への配慮から1年延期され、2021年9月17日（金）- 10月17日（日）の38日間と設定された。
　しかし、2021年8月以降、新型コロナウィルスの変異株を主とした感染が急拡大し、2021年8月17日（火）、政府は岐阜県を含む7府県に同年9月12日（日）を期限とする緊急事態宣言を発出、その後、同年9月30日（木）まで延長されることが決定された（2021年9月9日（金））。
　これらの状況を鑑み、第12回の会期を2021年9月30日（木）- 10月17日（日）の18日間に短縮すること、及び、関連事業のほとんどを中止とする開催方針が、フェスティバルの公式サイト「新着情報」に掲載された（2021年9月10日（金））。
　フェスティバルは上記の日程どおり開催され、同年12月4日（土）の「2021年度第2回理事会」において、開催結果報告書（案）が審議された。それによれば、国際陶磁器展美濃の来場者数は、前回（21,347人）を下回ったものの、１日あたりの来場者数は、前回（562人）を上回る591人であった。 
　　①第12回国際陶磁器展美濃 ＜来場者数 10,629 人＞
　　②セラミックバレーと世界の陶磁器展～美濃焼とハンガリーの名窯ヘレンド～ ＜来場者数 7,508 人＞
　　③WEB 展覧会 ＜開催終了～12 月 26 日＞

## 関連書籍
- デザインとアートの挑戦―国際陶磁器フェスティバル美濃の歩み ISBN 4901997033
- 国際陶磁器フェスティバル美濃'11 公式ガイドブック ISBN 4890401717

## 外部サイト
- 国際陶磁器フェスティバル美濃
- 国際陶磁器フェスティバル美濃 (icfmino) - Facebook